# BOYS&GIRLS (GOING STEADYのアルバム)
『BOYS&GIRLS』（ボーイズ・アンド・ガールズ）は、日本のバンド、GOING STEADYが1999年11月10日にリリースした、1枚目のアルバムである。

## 概要
- GOING STEADYの最初のアルバムである。
- ジャケットは色違いで3種類存在する。黄色が初回盤、黄緑色が2ndプレス、赤色が通常盤。
- 8曲目のTanpopo Songと10曲目のYou & Iは1stシングルであるYou & Iに収録されているが別バージョンである。
- 6曲目のFRIENDSは、後にHOLiDAYSとのスプリットCDであるHOLiDAYS & GOING STEADYでHOLiDAYSがカバーしている。
- MY SOULFUL HEART BEAT MAKES ME SING MY SOUL MUSICはPVが存在する。
- 2000年の2月25日に5,000枚の限定生産アナログ盤も発売されている。

## 収録曲
| 全作詞・作曲: ミネタカズノブ。 |                                                       |                |                |
| #                              | タイトル                                              | 作詞           | 作曲・編曲     |
| 1.                             | 「DON'T TRUST OVER THIRTY」                           | ミネタカズノブ | ミネタカズノブ |
| 2.                             | 「UNIVERSAL」                                         | ミネタカズノブ | ミネタカズノブ |
| 3.                             | 「THE BRIDGE」                                        | ミネタカズノブ | ミネタカズノブ |
| 4.                             | 「MY SOULFUL HEART BEAT MAKES ME SING MY SOUL MUSIC」 | ミネタカズノブ | ミネタカズノブ |
| 5.                             | 「FOREVER YOUNG」                                     | ミネタカズノブ | ミネタカズノブ |
| 6.                             | 「FRIENDS (ENDLESS SUMMER)」                          | ミネタカズノブ | ミネタカズノブ |
| 7.                             | 「YOUTH」                                             | ミネタカズノブ | ミネタカズノブ |
| 8.                             | 「TANPOPO SONG」                                      | ミネタカズノブ | ミネタカズノブ |
| 9.                             | 「STAND BY ME」                                       | ミネタカズノブ | ミネタカズノブ |
| 10.                            | 「You & I」                                           | ミネタカズノブ | ミネタカズノブ |
| 11.                            | 「GOING STEADY」                                      | ミネタカズノブ | ミネタカズノブ |